# Caída de Babilonia
La caída de Babilonia denota el final del Imperio neobabilónico después de que Babilonia fuera conquistada por el Imperio aqueménida en el 539 a. C. a manos de Ciro el Grande.

## Antecedentes
Fueron varios factores los que finalmente conducirían a la caída de Babilonia. Nabonido (Nabû-na'id, 556-539 a. C.), hijo de la sacerdotisa asiria Adda-Guppi, subió al trono de Babilonia en 556 a. C., después de derrocar al joven rey Labashi-Marduk. Con el paso del tiempo, el pueblo se volvió intranquilo y cada vez más desafectado bajo su mandato. Por una parte, el clero dedicado a Marduk odiaba a Nabonido debido a que había suprimido el culto de Marduk y a favor del culto del dios de la luna, Sin. Asimismo, durante largos períodos de tiempo le confió el gobierno a su hijo, el príncipe y corregente Baltasar, que era un soldado capaz, pero un político y diplomático pobre.
Hacia el este, el Imperio aqueménida se estaba expandiendo con fuerza. Su regente, Ciro II, había conquistado una gran franja de territorio, que cubría un área correspondiente a los países modernos de Turquía, Armenia, Azerbaiyán, Irán, Kirguistán y Afganistán. El único poder no conquistado significativo restante en el Cercano Oriente era el Imperio neobabilónico, que controlaba Mesopotamia y reinos súbditos como Siria, Judea, Fenicia y partes de Arabia. Babilonia había estado estrechamente relacionada con enemigos de Ciro en otros lugares. El imperio fue previamente un aliado de Creso de Lidia, cuyo reino fue invadido por los persas unos años antes de la invasión de Babilonia. Asimismo, Ciro afirmaba ser el sucesor legítimo de los antiguos reyes de Babilonia, por lo que logró ser muy popular en Babilonia, a diferencia de Nabonido.

## Invasión

Ruta de la invasión de Ciro a Babilonia

En el año 539 a. C., Ciro invadió Babilonia. La reconstrucción histórica de la caída de Babilonia a manos de la Persia aqueménida ha sido problemática, debido a las inconsistencias entre los diversos documentos que sirven de fuente documental. Tanto las Crónicas mesopotámicas como el Cilindro de Ciro describen que Babilonia fue tomada sin haberse librado batalla alguna, mientras que los historiadores griegos Heródoto y Jenofonte reportaron que la ciudad fue sitiada por las fuerzas de Ciro.
La Crónica de Nabonido declara que Nabonido envió a su hijo Baltasar para evitar el avance del ejército persa, sin embargo, ya superado en número fue traicionado por Gobrias, gobernador de Gutium (Asiria), quien cambió sus fuerzas hacia el lado enemigo. Las fuerzas de Babilonia fueron abrumadas en la batalla de Opis. En la obra Ciropedia de Jenofonte, se informa que Baltasar fue asesinado. La redacción de la crónica implica que Nabonido habría estado presente en Sippar cuando llegaron los persas. Ciro permaneció en Sippar, y «el decimosexto día [12 de octubre] el gobernador Gubaru [Gobrias], gobernador de Gutium, y el ejército de Ciro, sin batalla entraron en Babilonia». El mismo Nabonido fue capturado poco después cuando regresó a Babilonia. Su destino final no está claro, pero según Berossus, historiador babilónico del siglo III a. C., Nabonido fue salvado y se exilió en Carmania, donde murió años más tarde. Las tropas persas tomaron el control de la ciudad, aunque la Crónica de Nabonido proporciona pocos detalles de cómo se hizo esto. La crónica hace notar que el ejército conquistador protegió los templos más importantes de la ciudad. Diecisiete días más tarde, el 29 de octubre, Ciro entró en Babilonia, donde fue proclamado rey, emitió proclamas reales y nombró gobernadores de su reino recién conquistado.

## Historiografía
Textos cuneiformes como la Crónica de Nabonido, el Cilindro de Ciro y la llamada Cuenta en verso de Nabonido fueron escritos después de la victoria persa. Representan negativamente al rey de Babilonia y presentan a Ciro como el libertador de Babilonia, el defensor de los dioses babilónicos y consecuentemente como el sucesor legítimo del trono de Babilonia. Estudiosos modernos reconocen el Cilindro de Ciro como una tablilla de propaganda diseñada para manipular al público contra Nabonido y para legitimar la conquista de Babilonia por parte de Ciro. En cuanto a su afirmación de que Babilonia cayó ante los medos y los persas sin oposición, Briant escribió: «Parece prima facie poco probable que Babilonia hubiere caído sin resistencia», y Piótr Michalowski señala que «no hay evidencia contemporánea para apoyar esta sospechosa reclamación». Del mismo modo, la Crónica de Nabonido es una republicación de la historia contada por la corte persa, que pretende ser un texto de Nabonido. Su primera parte relaciona eventos que pueden verificarse desde otras fuentes; sin embargo, la última parte, particularmente cuando se trata del decimoséptimo año de Nabonido, es especialmente halagador para Ciro, incluyendo un relato sobre el pueblo de Babilonia dándole la bienvenida a la ciudad extendiendo ramitas verdes ante él. Tolini ha propuesto una reconstrucción plausible de cómo cayó Babilonia, proponiendo que una porción del ejército persa, bajo el mando del general Gobrias, penetró la puerta Enlil en el lado oeste del Éufrates, luego cruzó el río para tomar los distritos orientales de Babilonia. Esta puede ser la fuente de la historia, registrada por Heródoto, que el ejército persa entró en Babilonia a lo largo del lecho del río, tras haber desviado el curso del Éufrates.
Otro aspecto a considerar es el momento en que ocurrió el ataque, que puede haber contribuido al éxito de la estrategia de Gobrias. Heródoto, Jenofonte y la tradición religiosa hebrea tardía en el libro de Daniel, registran que Babilonia estaba celebrando un festival la noche en que fue tomada. La Crónica de Babilonia registra que Babilonia fue capturada el «16 Tašritu», que fue la noche antes del festival akitu en honor a Sin, el dios de la luna.
La Ciropedia, romance que puede contener un núcleo histórico, expone lo descrito por Jenofonte, quien escribió mucho después cuando estuvo en Persia como uno de los diez mil soldados griegos que lucharon en el bando perdedor en una guerra civil persa, eventos que él contó en su Anábasis. Heródoto también escribió mucho después de los acontecimientos. Por eso es posible que las historias sobre Ciro hayan sido contadas (y embellecidas) por la sociedad de la corte persa y que éstas hayan sido la base de los textos griegos.
En la Ciropedia (7.5.20-33), Jenofonte, de acuerdo con Heródoto (I.292), dice que un ejército combinado de medos y persas ingresó a la ciudad a través de un canal del río Éufrates, que fue desviado hacia las trincheras que Ciro había cavado para la invasión, y que la ciudad no estaba preparada debido a un gran festival que se estaba celebrando. Asimismo, la Ciropedia (7.5.26-35) describe la captura de Babilonia por Gobrias, quien dirigió un destacamento de hombres a la capital y mató al rey de Babilonia. En 7.5.25, Gobrias comenta «esta noche toda la ciudad se entrega a la juerga». Aquellos que se opusieron a las fuerzas bajo las órdenes de Gobrias fueron derribados, incluidos los que estaban fuera de la sala de banquetes. La captura de la ciudad y el asesinato del rey (4.6.3) se describe en la Ciropedia (7: 5.26-30) de la siguiente manera:
«Entonces ellos entraron; y de los que conocieron a algunos fueron abatidos y asesinados, y otros huyeron a sus casas, y algunos levantaron el clamor y el llanto, pero Gobrias y sus amigos cubrieron el grito con sus gritos, como si fueran ellos mismos juerguistas. Y así, abriéndose camino por la ruta más rápida, pronto se encontraron frente al palacio del rey. (27) Ahí el destacamento bajo Gobrias y Gadatas encontró las puertas cerradas, pero los hombres designados para atacar a los guardias corrieron sobre ellos mientras yacían bebiendo alrededor de un fuego ardiente, y se encerraron con ellos allí mismo. (28) A medida que el estruendo se hacía cada vez más fuerte, los que estaban dentro se daban cuenta del tumulto, hasta que, cuando el rey les indicó que entendieran lo que significaba, algunos de ellos abrieron las puertas y salieron corriendo. (29) Gadatas y sus hombres, al ver que las puertas se abrían de par en par, entraron corriendo, pisándole los talones a los otros que se arrancaron otra vez, y los persiguieron a punta de espadas hacia la presencia del rey. (30) Lo encontraron de pie, con su cimitarra en la mano. Siendo más numerosos, se abalanzaron sobre él: y ninguno de su séquito escapó, todos fueron reducidos, algunos volaron, otros arrebataron cualquier cosa que sirviera como escudo y se defendieron lo mejor que pudieron.»
Así, Jenofonte y Heródoto coinciden en que la ciudad fue tomada por sorpresa, en el momento de un festival, y con cierta pérdida de vidas.

## Consecuencias
Tras su caída, Babilonia se encontró bajo dominio extranjero por primera vez. Se estableció un nuevo sistema de gobierno y se desarrolló un estado multinacional persa. Este sistema de gobierno llegó a su apogeo después de la conquista de Egipto por Cambises II durante el reinado de Darío I, y luego recibió su fundamento ideológico en la inscripción de los reyes persas.
Por otra parte, la invasión de Babilonia por Ciro fue facilitada por la existencia de un grupo de la población descontento en la administración del Estado, así como por la presencia de exiliados extranjeros como los judíos, que habían sido instalados en el medio del país. Uno de los primeros actos de Ciro, en consecuencia, fue permitir que estos exiliados volvieran a sus hogares, llevando consigo las imágenes de sus dioses y sus vasijas sagradas. El permiso para hacerlo estaba incorporado en una proclama real, por la cual el conquistador se esforzaba por justificar su reclamo al trono de Babilonia. Se dice que los judíos inicialmente asumieron a los persas como libertadores. Ciro envió a los exiliados judíos de vuelta a Israel desde el cautiverio de Babilonia. Aunque los judíos nunca se rebelaron contra la ocupación persa, se mantuvieron activos bajo el periodo de Darío I consolidando su poder, y bajo Artajerjes I, sin tomar las armas, ni tomar represalias contra el gobierno.
Entre los babilonios, los sentimientos de que nadie tenía derecho a gobernar sobre Asia occidental siguieron siendo fuertes, hasta que Bel y sus sacerdotes consagraron en el cargo a Ciro; y, en consecuencia, asumió el título imperial de Rey de Babilonia. Ciro afirmó ser el sucesor legítimo de los antiguos reyes de Babilonia y el vengador de Bel-Marduk, y se describió a sí mismo como el salvador elegido por Marduk para restaurar el orden y la justicia.